# Sin After Sin
Sin After Sin är Judas Priests tredje studioalbum, utgivet den 8 april 1977. Albumet är gruppens första som gavs ut på ett större skivbolag – Columbia. Sin After Sin är bandets tidigaste album som certifierades guld av RIAA för en halv miljon sålda exemplar i USA.
På turnén 1977 medverkade Les Binks för första gången som trummis. Liveinspelningar från turnén, exempelvis från Croydon den 1 maj 1977, visar att bandet framförde upp till sju låtar från albumet på konserterna – alla utom "Last Rose of Summer".

## Låtlista
| 1. | Sinner              | Rob Halford, Glenn Tipton     | 6:45 |
| 2. | Diamonds & Rust     | Joan Baez                     | 3:27 |
| 3. | Starbreaker         | Halford, K.K. Downing, Tipton | 4:49 |
| 4. | Last Rose of Summer | Halford, Tipton               | 5:37 |

| 5. | Let Us Prey/Call for the Priest | Halford, Downing, Tipton | 6:12 |
| 6. | Raw Deal                        | Halford, Tipton          | 6:00 |
| 7. | Here Come the Tears             | Halford, Tipton          | 4:36 |
| 8. | Dissident Aggressor             | Halford, Downing, Tipton | 3:07 |

| 9.  | Race with the Devil (The Gun–cover, från inspelningen av Stained Class)      | Adrian Gurvitz           | 3:06 |
| 10. | Jawbreaker (Live Long Beach Arena i Long Beach i Kalifornien den 5 maj 1984) | Halford, Downing, Tipton | 4:02 |

## Medverkande
Judas Priest
- Rob Halford – sång
- Glenn Tipton – gitarr
- K.K. Downing – gitarr
- Ian Hill – basgitarr

Övriga musiker
- Simon Phillips – trummor (spår 1–8)
- Les Binks – trummor (spår 9)
- Dave Holland – (spår 10)